# Henry Van Brunt
Henry Van Brunt (Boston, 5 settembre 1832 – Milton, 8 aprile 1903) è stato un architetto statunitense.

## Biografia

### Primi anni
Nato a Boston nel 1832, Brunt frequentò la Boston Latin School e finì con successo l'Università di Harvard nel 1854.
Dal 1854 al 1857 fu allievo di George Snell, poi lavorò con Richard Morris Hunt, a New York.
Durante la Guerra Civile, Brunt prestò servizio come Segretario dell'Ammiraglio della North Atlantic Squadron nella United States Navy, ma si licenziò il 15 febbraio 1864.

### Carriera
Negli anni Sessanta, Van Brunt e il suo compagno di Harvard William Robert Ware registrarono il marchio Ware & Van Brunt. Questa organizzazione progettò molti palazzi nell'area di Boston, fra cui la Harvard University's Memorial Hall, detta "uno dei migliori esempi di architettura gotica fuori dall'Inghilterra".
La sua collaborazione con Ware finì nel 1881, anno in cui stabilì col suo ex dipendente Frank M. Howe il marchio Van Brunt & Howe; sei anni dopo trasferì il suo ufficio da Boston a Kansas City, soprattutto a causa delle molteplici commissioni da sbrigare per la Union Pacific Railroad riguardo alla costruzione di grandi stazioni nelle città del West come Ogden (datata 1889, bruciata nel 1923), Denver (datata 1895, ricostruita nel 1912) e Omaha (datata 1899, rimpiazzata nel 1931).
Anche la Adams Academy e molti monumenti civili di Kansas City furono progettati da Van Brunt.
Statisticamente, molti dei suoi ultimi lavori corrispondono allo stile chiamato Richardsonian Romanesque; in almeno un caso, la Hoyt Library, adattò e finì un disegno in questo stile.
Nel 1884 fu eletto funzionario nell'American Institute of Architects e nel 1899 ne divenne presidente per un anno.
Van Brunt ritornò in Massachusetts attorno al 1902 e morì a Milton nel 1903.

### Vita privata
Nel 1869 Brunt sposò Alice S. Osborn, colla quale ebbe sei figli.

## Opere della Ware & Van Brunt
- 1867 — Ether Monument,nei Boston Public Garden, con lo scultore J.Q.A. Ward
- 1867 — First Church, Boston, Massachusetts
- 1868 — La Memorial Chapel di St. John nella Episcopal Divinity School, Cambridge, Massachusetts City of Cambridge, su cambridgema.gov (archiviato dall'url originale il 2 dicembre 2008).
- 1869 — Adams Academy, ora il Quincy Historical Society, Quincy, Massachusetts
- 1870 — Memorial Hall (Harvard University), Cambridge, Massachusetts, continuamente ridisegnato fino al 1897
- 1870 — Aumento alla Harvard Hall, Harvard University, Cambridge, Massachusetts
- 1870 — Weld Hall, Harvard University
- 1872 — La tomba di Charles Freeland , Mount Auburn Cemetery, Cambridge
- 1873 — Lawrence Hall, Episcopal Divinity School, Cambridge, espansa 1880
- 1875 — Aumento al Gore Hall, Harvard University, Cambridge, Massachusetts (demolished)
- 1875 — Walter Hunnewell house, Hunnewell estate, Wellesley, Massachusetts (dopo West Needham)
- 1881 — Yorktown Memorial, Yorktown, Virginia,The Yorktown memorial: il monumento che è stato ertto sopra il campo di battaglia. New York Times, Agosto 11, 1881. p. 5. U.S. National Park Service, su nps.gov. con lo scultore J.Q.A. Ward
- 1881 — Music Hall, Wellesley College, Massachusetts

### Foto di qualche sua opera

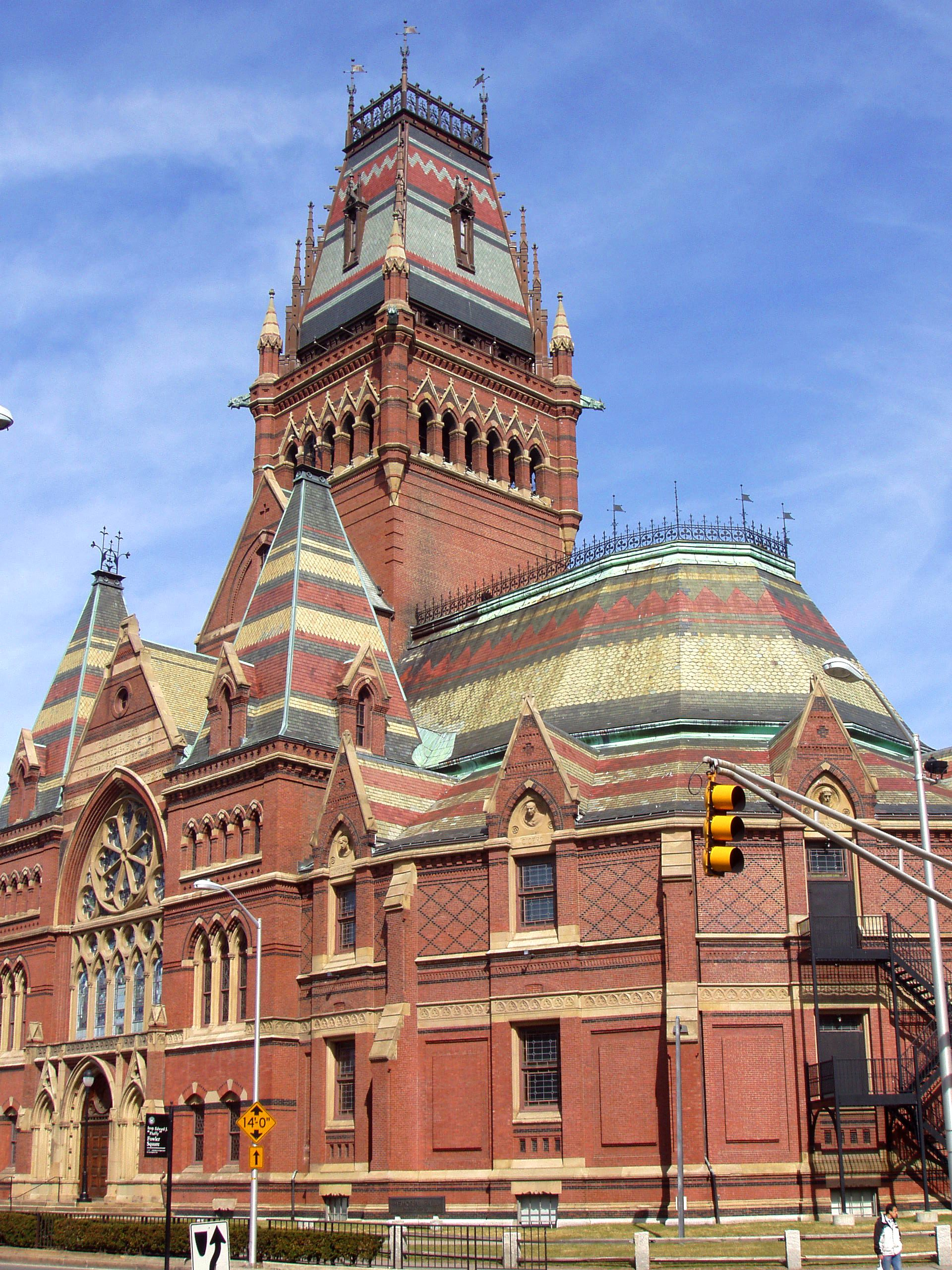
Memorial Hall, Harvard University
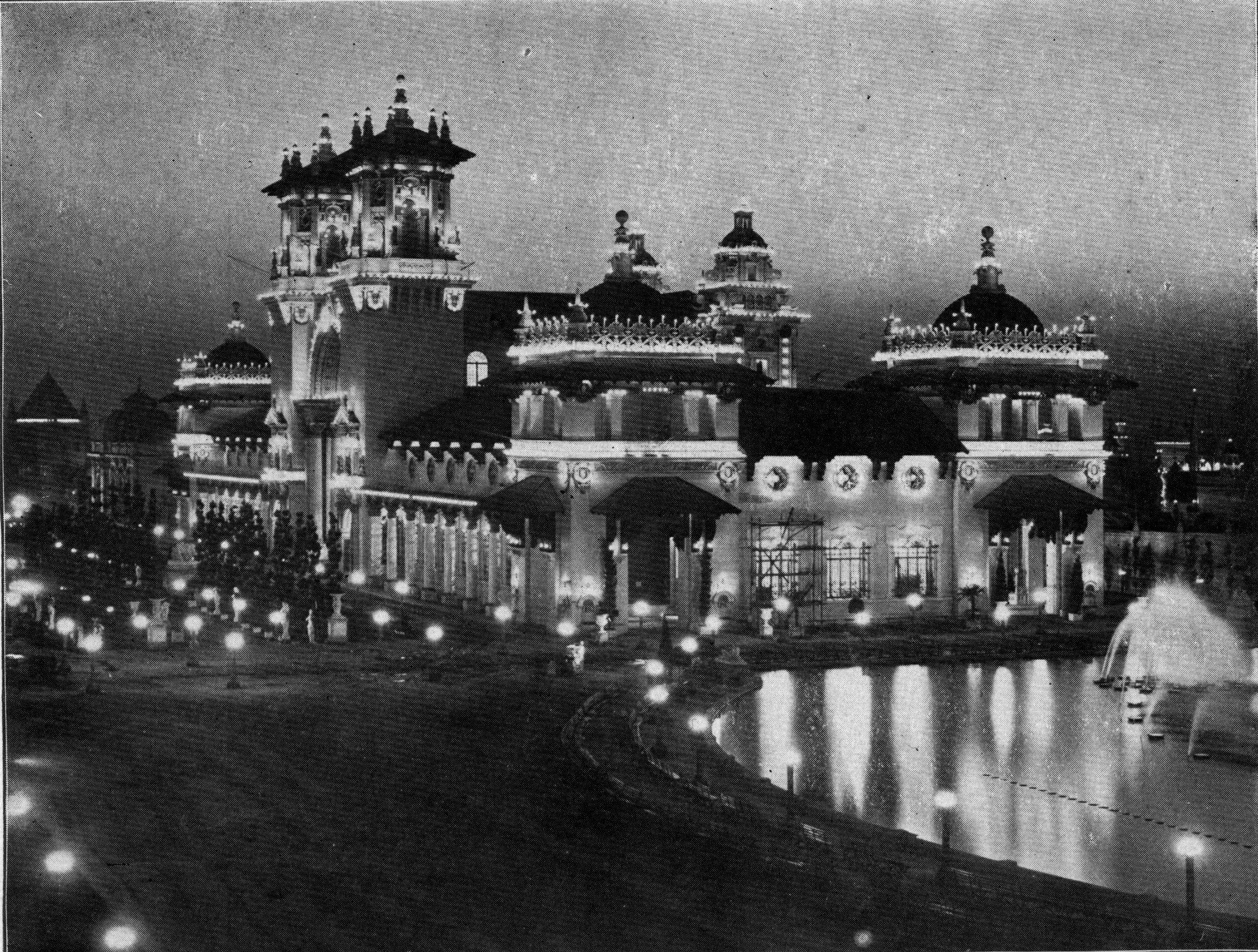
Electricity Building, 1893
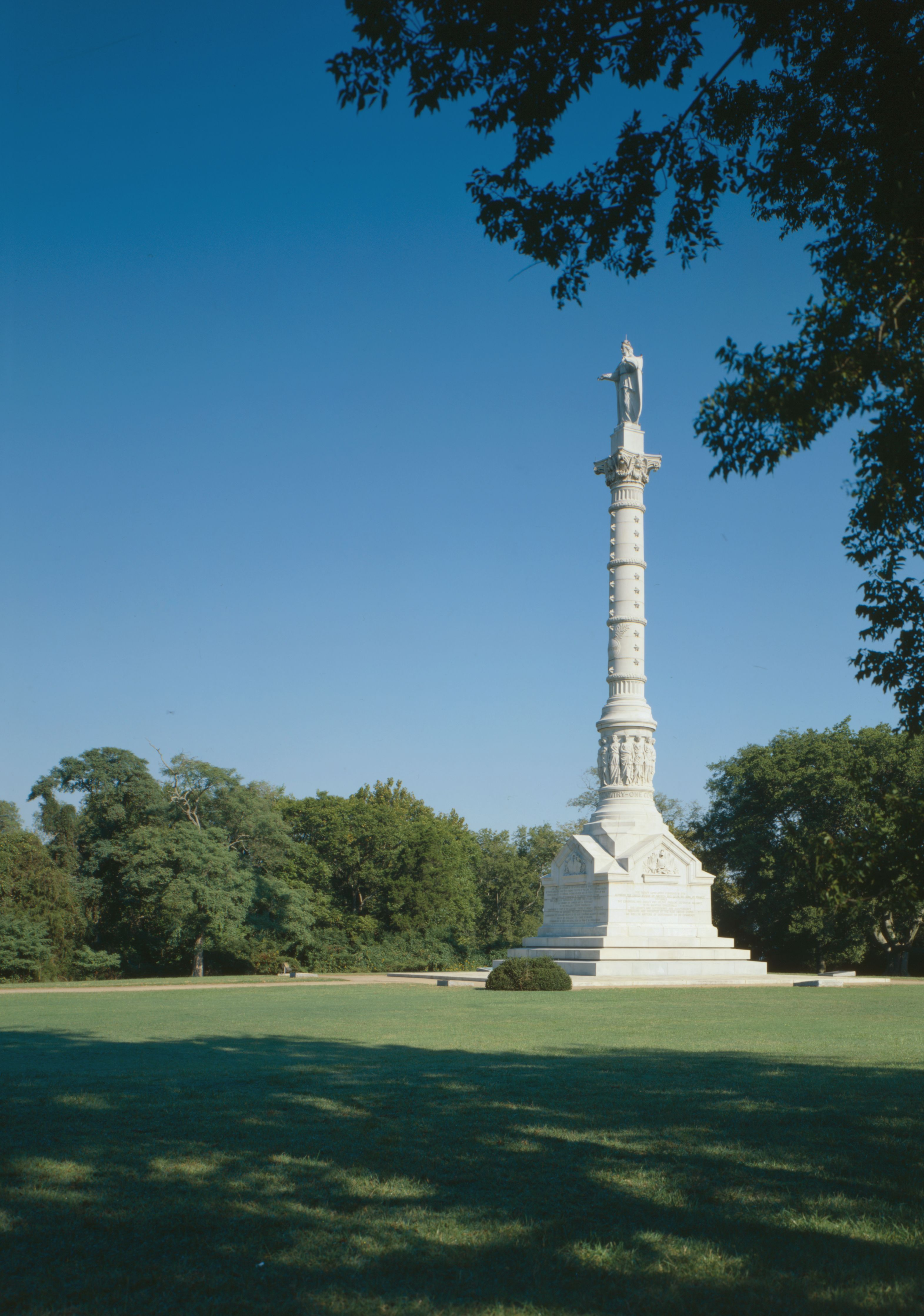
Yorktown Memorial, 1881, Yorktown, Virginia
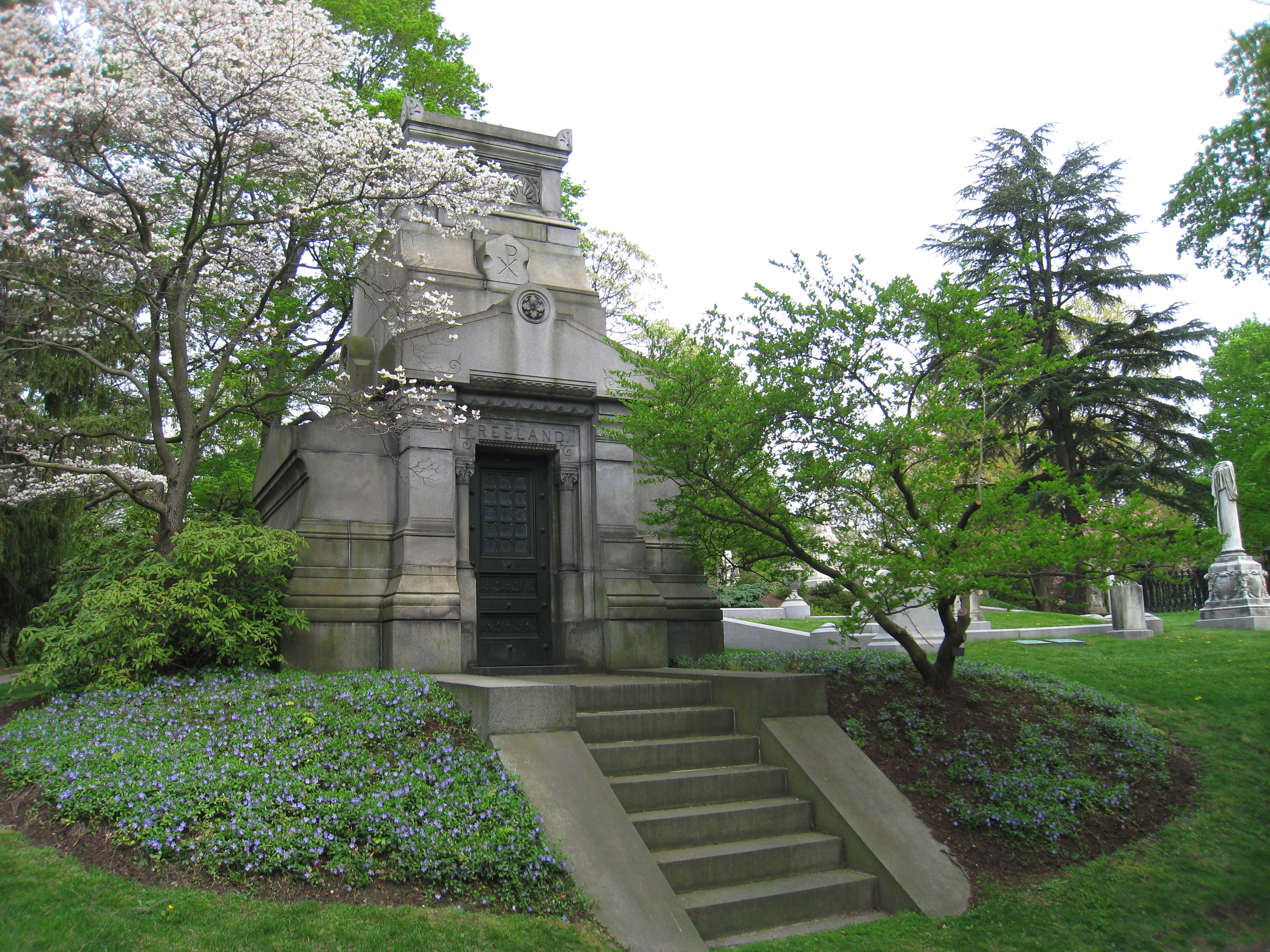
Freeland Tomb, Mt. Auburn Cemetery, Cambridge
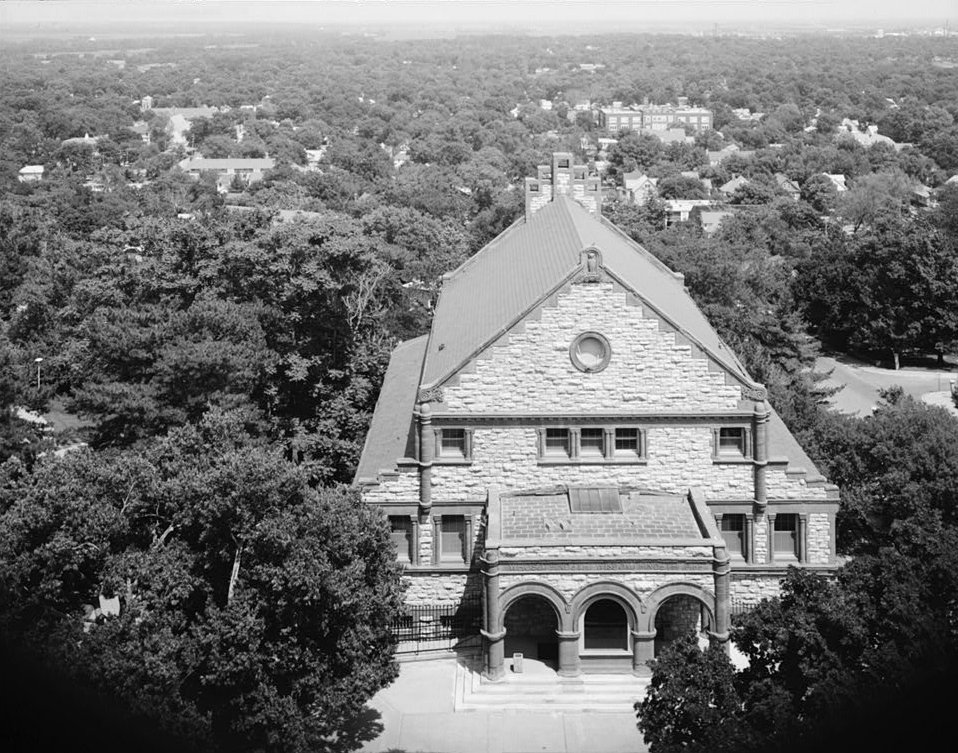
Spooner Hall, University of Kansas
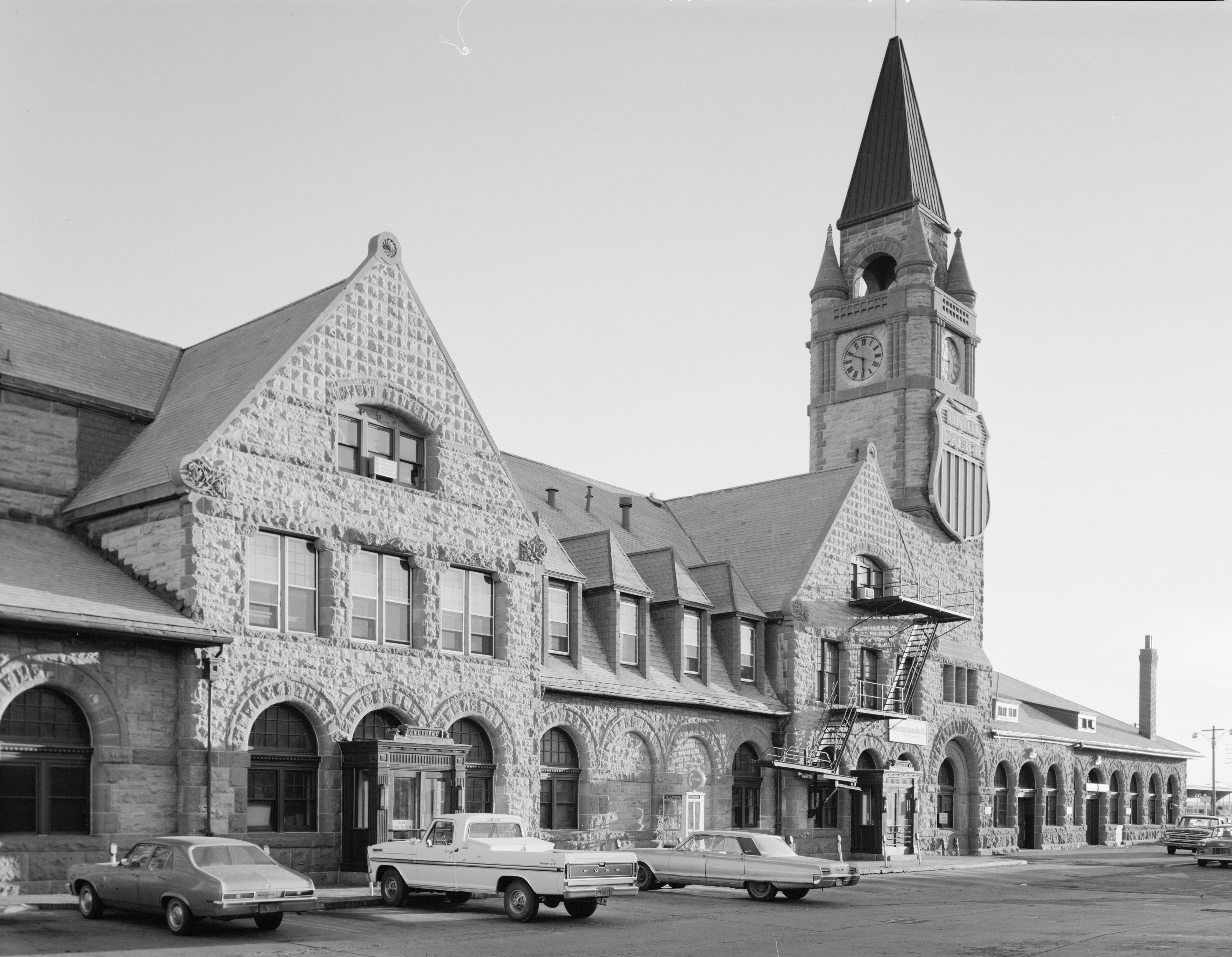
Cheyenne Union Pacific Depot
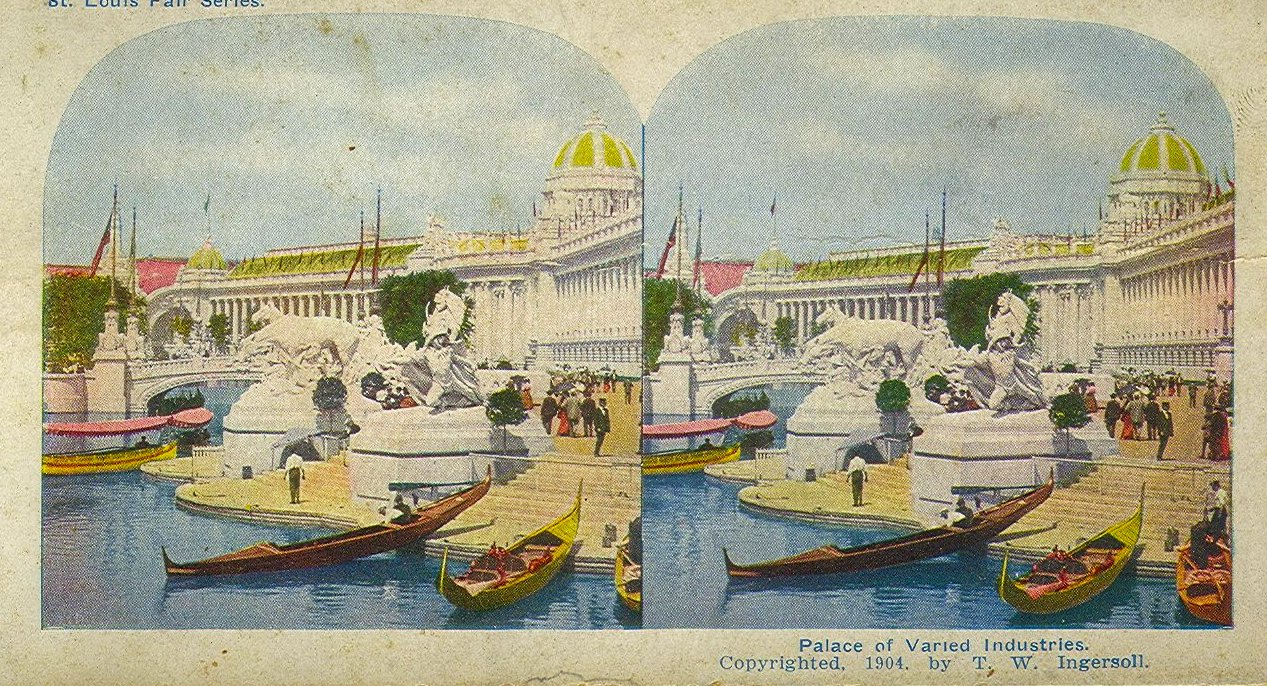
Palace of Varied Industries, St. Louis World's Fair
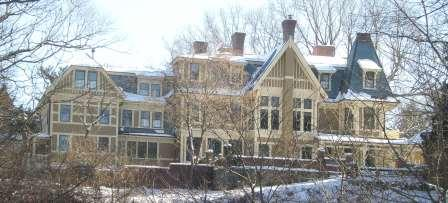
Walter Hunnewell house, Wellesley, MA (1875), Ware and Van Brunt